# Altima
Altima foi uma banda japonesa de synthpop formada em 2011 pelos músicos Motsu (Mototaka Segawa) da banda move, Sat (Satoshi Yaginuma)  da banda  fripSide e a cantora Maon Kurosaki. Altima foi lançada pela Warner Home Video e lançou seu single de estreia "I'll Believe" em dezembro de 2011, que é usado como o primeiro tema de encerramento do anime Shakugan no Shana Final.

## Membros
- Maon Kurosaki (黒崎 真音 ) (vocal principal/letrista)

- Motsu: Mototaka Segawa (瀬川 素公 Segawa Mototaka) (composição, arranjo, segundo vocal)

- Sat: Satoshi Yaginuma (八木沼 悟志 Yaginuma Satoshi) (composição, arranjo, produção musical, sintetizadores, teclado e guitarra)

## História
Depois de se interessar pela música da banda fripSide, Mototaka Segawa da banda Move se aproximou do músico Satoshi Yaginuma, em agosto de 2010, querendo criar uma parceria musical com ele. Na mesma época, Segawa conheceu o trabalho Maon Kurosaki, que na época acabara de lançar seu primeiro álbum H.O.T.D. pela Geneon Universal Entertainment em setembro de 2010. E assim, os dois  contataram Kurosaki através da própria Geneon, pois a fripSide também tinha contrato com ela. Um tempo depois,Yaginuma recebeu o pedido para criar um tema de encerramento para o anime Shakugan no Shana Final, e percebeu que esta era a oportunidade perfeita para colaborar com Segawa e Kurosaki. O nome Altima é uma junção das palavras em inglês: Ultimate, Almighty e Alternative.
No Animelo Summer Live concerto, em 28 de agosto de 2011, Altima anunciou oficialmente a sua formação e apresentou seu single de estréia "I'll Believe" que foi lançado em 7 de dezembro de 2011. O segundo single de Altima,"One", foi lançado em 29 de fevereiro de 2012, e é usado como segundo tema de encerramento do mesmo anime. O terceiro single de Altima, "Burst the Gravity", foi lançado em 25 de julho de 2012, e é usado no anime Accel World. Altima lançou seu quarto e último single "Fight 4 Real" em 29 de janeiro de 2014, usado no anime Strike the Blood. Altima lançou seu primeiro e único álbum de estúdio,Tryangle, em 26 de março de 2014. As apresentações de Altima eram bem performáticas e contavam com forte influência do rap implementado por Motsu. A banda colaborou com a cantora Kotoko na execução da música "Plasmic Fire", lançada em 20 de julho de 2016. A música é usada no filme do anime Accel World: Accel World: Infinite Burst de 2016. Ainda em 2016 eles anunciaram que o grupo encerraria suas atividades.

## Discografia

### Álbuns
| 2014 | Tryangle - Data de Lançamento: Março, 26, 2014 - Gravadora: Warner Home Video - Formato: CD |